# Майский переворот (Сербия)

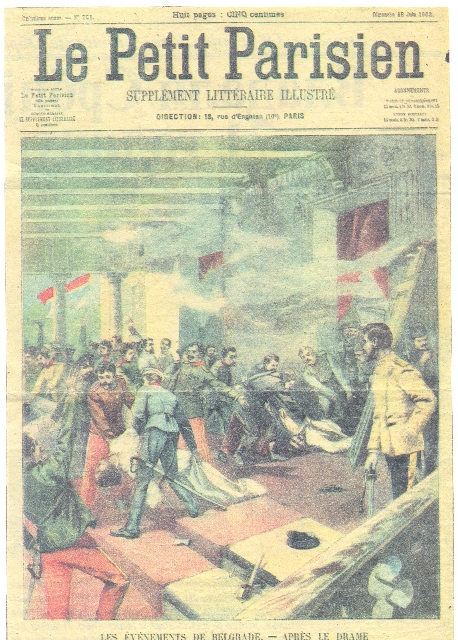
Иллюстрация с эпизодом Майского свержения, опубликованная в 1903 году во французской газете Le Petit Parisien

Майский переворот в Сербии (серб. Мајски преврат) — убийство королевской семьи 29 мая (11 июня) 1903 года, в результате которого династия Обреновичей прекратила своё существование.

## Причины переворота
Король Милан — отец короля Александра, убитого в ходе переворота, был крайне непопулярен из-за своего авторитарного стиля правления, роспуска парламента сразу же после его открытия (4 октября 1883), кровавого подавления крестьянского восстания, связанного с разоружением народных милиций (это было последнее большое крестьянское восстание в Сербии, ноябрь 1883), быстро проигранной войны с Болгарией (ноябрь 1885). 22.10.1881 на него было совершено покушение. Принятие в 1888 г. новой, либеральной конституции по бельгийскому образцу, не спасло его авторитета, и 35-летний Милан отрёкся 06.03.1889 от престола в пользу своего 13-летнего сына Александра.
Александр, когда ему исполнилось 16 лет, объявил себя при поддержке военных совершеннолетним и стал делать всё, чтобы неверными политическими решениями, своим неприличным образом жизни и женитьбой на всем ненавистной придворной даме Драге Машин навредить дискредитированному уже как за границей, так и внутри страны авторитету династии Обреновичей. В 1894 году он заменил либеральную конституцию 1888 года на авторитарную 1869 года.
15 лет правления Александра были периодом крайней политической нестабильности в стране. Временами государство стояло на грани гражданской войны, участились политические убийства. За эти 15 лет сменилось 21 правительство. Бывший король Милан был назначен в 1898 году верховным главнокомандующим, спустя полгода на него было произведено второе покушение. Недовольство непредсказуемым и произвольным стилем правления Александра, а также фиктивной историей о беременности королевы, вызвало в 1901 году заговор молодых офицеров, который кончился государственным переворотом в июне 1903 года.

## Государственный переворот29мая(11 июня)1903 года
Ранним утром 11 июня (29 мая по старому календарю, откуда и название) заговорщиками были жестоко убиты король Александр, его жена Драга, два её брата: Николай и Никодим (одного из которых Драга хотела сделать наследником престола), премьер-министр Маркович, военный министр Милован Павлович и некоторые верные королю офицеры, а министр внутренних дел Велимир Тодорович был тяжело ранен. Главой заговора был 27-летний Драгутин Дмитриевич, будущий глава террористической организации «Чёрная рука». Голые, изрезанные тела королевской пары были выброшены в дворцовый сад, чтобы объявить присутствующим солдатам: «Тирания окончена».
По воспоминанию участника тех событий, королева Драга до последней минуты защищала мужа. Среди убийц был также и полковник Александр Машин, брат первого мужа Драги. Вот что сообщал о подробностях русский журналист В. Н. Теплов:
Сербы покрыли себя не только позором цареубийства (что уже само по себе не допускает двух мнений!), но и своим поистине зверским образом действий по отношению к трупам убитой ими Королевской Четы. После того как Александр и Драга упали, убийцы продолжали стрелять в них и рубить их трупы саблями: они поразили Короля шестью выстрелами из револьвера и 40 ударами сабли, а Королеву 63 ударами сабли и двумя револьверными пулями. Королева почти вся была изрублена, грудь отрезана, живот вскрыт, щёки, руки тоже порезаны, особенно велики разрезы между пальцев, — вероятно, Королева схватилась руками за саблю, когда её убивали, что, по-видимому, опровергает мнение докторов, что она была убита сразу. Кроме того, тело её было покрыто многочисленными кровоподтеками от ударов каблуками топтавших её офицеров. О других надругательствах над трупом Драги… я предпочитаю не говорить, до такой степени они чудовищны и омерзительны. Когда убийцы натешились вдоволь над беззащитными трупами, они выбросили их через окно в дворцовый сад, причём труп Драги был совершенно обнажён.
Тела короля и королевы ещё несколько дней пролежали под окнами дворца. В конце концов Обреновичей похоронили в венгерских (на тот момент) пределах: в соборе монастыря Крушедол-на-Фрушка-Горе (Воеводина).
В ходе переворота погибли 10 офицеров, из них 3 генерала и 2 подполковника, а за первые полтора года после него были уволены в отставку и в резерв 5 генералов, 16 полковников и десятки младших офицеров. Для немногочисленной сербской армии это было очень много. На ведущие посты выдвинулись участники переворота, включая и непосредственных убийц королевской семьи. Только в 1906 году король уволил из армии 5 наиболее одиозных участников убийства, но раскол в офицерском корпусе страны это не устранило.

## Последствия
Это убийство шокировало европейскую общественность и стало ещё одним важным элементом в начавшем развиваться тогда негативном стереотипе «Балканы». Дипломаты всех европейских держав покинули Белград, а британский кабинет вообще разорвал дипломатические отношения с Сербским королевством.
Убийство короля привело к резкому изменению курса внешней политики Сербии: удаление от Австро-Венгрии и сближение с Россией, что стало одной из причин Первой мировой войны.
Созванное после переворота национальное собрание выбрало 15.6.1903 нового короля — Петра I Карагеоргиевича. С ним, поскольку он чувствовал себя обязанным заговорщикам, которые не были наказаны, началась конкуренция за власть между верхушкой армии и гражданскими государственными органами, которая закончилась при его сыне Александре с ликвидацией организации «Чёрная рука».
Первые 10 лет его правления (до начала первой мировой войны) многие сербские историки считают «золотой эпохой» гармоничного развития Сербии.

## В культуре
- В 1995 году югославская телерадиокомпания РТС сняла телесериал «Конец династии Обреновичей[серб.]» на основе представленных событий.
- Переворот и убийство глазами одного из участников описаны в романе В. Пикуля «Честь имею».